# Arthur e il popolo dei Minimei (romanzo)
Arthur e il popolo dei Minimei (Arthur et les Minimoys) è un romanzo fantasy per ragazzi scritto da Luc Besson nel 2002, ispirato ad un'idea di Céline Garcia. È il primo volume della serie di quattro romanzi e il seguito si intitola Arthur e la città proibita.
Dal romanzo e dal suo seguito sono stati tratti un film omonimo nel 2006 diretto dallo stesso Besson e un videogioco nel 2007.
Il romanzo è stato pubblicato in italiano per la prima volta nel 2004.

## Trama
Arthur è un ragazzino di 10 anni che vive in campagna con la nonna a causa dell'assenza dei genitori. La nonna, che si chiama Marguerite, si ritrova ad affrontare da sola i debiti e un losco imprenditore che vuole ottenere il terreno della casa per costruirci sopra degli stabili, approfittando anche della scomparsa del nonno di Arthur, Archibald.
Un giorno, la nonna di Arthur gli racconta la storia di una strana tribù che il nonno aveva incontrato: i Minimei, erano in stretto contatto con il nonno del ragazzino, anche perché sarebbero raggiungibili da casa loro attraverso un portale. L'ultima volta che è stato da loro, il nonno avrebbe portato con sé un tesoro di valore che apparteneva a popoli ancora più antichi.
Stupito da questa storia,Arthur comincia a cercare il portale e lo trova seguendo alcuni indizi nascosti in casa e con l'aiuto di alcuni esponenti della tribù africana Matassalai, comparsa lì misteriosamente. Il portale rimpicciolisce Arthur e lo trasforma in un minuscolo folletto dai capelli bianchi. Incontra i Minimei e scopre che si trovavano davanti a casa loro e che sono alti mezzo millimetro.
Una volta giunto in questo mondo, Arthur scopre che suo nonno si era avventurato nelle terre di un personaggio cattivo di nome Maltazard, tanto crudele da infondere nei minimei il timore di chiamarlo M.
A quanto pare il nonno era andato a cercare il tesoro, a Necropolis, la capitale del regno di M, ma non ha fatto più ritorno.
Arthur dà inizio ad un viaggio accompagnato dalla principessa Selenia e dal fratello Bétamèche.
Arrivato a Necropolis, Arthur si separa da Selenia che per paura di non tornare lascia il suo potere di regina dei Minimei ad Arthur baciandolo (un bacio per i minimei è matrimonio). Arthur trova il tesoro e lo porta alla nonna per saldare i debiti. Il nonno ritorna a casa e Arthur continuerà a vivere con la nonna e con il nonno